# Гандбол на летних Олимпийских играх 2012
Соревнования по гандболу на летних Олимпийских играх 2012 проходили с 28 июля по 12 августа. Было разыграно два комплекта наград среди мужчин и женщин.

## Медали

### Общий зачёт
(Жирным выделено самое большое количество медалей в своей категории; принимающая страна также выделена)
| Общее количество медалей |            |        |         |        |       |
| Место                    | Страна     | Золото | Серебро | Бронза | Всего |
| 1                        | Норвегия   | 1      | 0       | 0      | 1     |
| 1                        | Франция    | 1      | 0       | 0      | 1     |
| 3                        | Черногория | 0      | 1       | 0      | 1     |
| 3                        | Швеция     | 0      | 1       | 0      | 1     |
| 5                        | Испания    | 0      | 0       | 1      | 1     |
| 5                        | Хорватия   | 0      | 0       | 1      | 1     |

### Медалисты
| Дисциплина            | Золото | Серебро | Бронза |
| Мужчины см. подробнее | ФранцияЛюк Абало · Ксавье Бараше · Микаэль Гигу · Дидье Динар · Никола Карабатич · Дауда Карабуэ · Бертран Жиль · Гийом Жиль · Гийом Жоли · Даниэль Нарсисс · Тьерри Омейе · Самуэль Онрубия · Седрик Сорендо · Жером Фернандес · Вильям Аккамбре                                                          | ШвецияКим Андерссон · Маттиас Андерссон · Маттиас Густафссон · Далибор Додер · Магнус Ернемюр · Маттиас Закриссон · Тобиас Карлссон · Юнас Чельман · Юнас Лархольм · Андреас Нильссон · Фредрик Петерсен · Юхан Шёстранд · Никлас Экберг · Ким Экдаль ду Ритц · Юхан Якобссон | ХорватияМирко Алилович · Ивано Балич · Дамир Бишанич · Денис Бунтич · Игор Вори · Драго Вукович · Яков Гоюн · Домагой Дувняк · Марко Копляр · Блаженко Лацкович · Веньо Лосерт · Иван Нинчевич · Златко Хорват · Иван Чупич · Мануэль Штрлек                                 |
| Женщины см. подробнее | НорвегияИда Альстад · Каролин Дюре Брейванг · Кари Олвик Гримсбё · Кари-Метте Йохансен · Аманда Куртович · Хейди Лёке · Кристин Лунде-Боргерсен · Катрин Лунде Харальдсен · Тонье Нёстволл · Линн-Кристин Рьегельхут-Корен · Гёрил Снорруэген · Линн Йёрум Сулланд · Марит Мальм Фрафьорд · Камилла Херрем | ЧерногорияСоня Баряктарович · Анджела Булатович · Катарина Булатович · Марина Вукчевич · Ана Джокич · Мария Йованович · Милена Кнежевич · Сузана Лазович · Майда Мехмедович · Радмила Милянич · Бояна Попович · Йованка Радичевич · Ана Радович · Мая Савич                   | ИспанияМакарена Агилар · Йессика Алонсо · Нели Карла Альберто · Ванесса Аморос · Андреа Барно · Вероника Куадрадо · Марта Манге · Кармен Мартин · Сильвия Наварро · Беатрис Фернандес · Бегонья Фернандес · Элизабет Пинедо · Марта Лопес · Михаэла Чобану · Патрисия Элорса |

## Спортивные объекты
| Коппер Бокс           | Баскетбольная арена |
| --------------------- | ------------------- |
| Вместимость: 7 000    | Вместимость: 12 000 |
| Предварительные матчи | Финальные матчи     |